# Valkusz Máté
Valkusz Máté (Budapest, 1998. augusztus 13. –) magyar hivatásos teniszező.

## Ifjúsági
Valkusz 2016. január 11-én elérte az ifjúsági pályafutási csúcsot jelentő 1-es kombinált junior helyezést. 2015-ben megnyerte a Yucatán-kupát, az 1. osztályú méridai versenyt és a Kanadai Nyílt Junior Bajnokságot. Elődöntős volt a 2015-ös Orange Bowl-on és döntős a 2015-ös Osaka Mayor's Cup-on, valamint elődöntős volt a 2015-ös Australian Open fiú páros és a 2015-ös francia nyílt teniszbajnokság fiú páros versenyein.

## Professzionális karrier

###### 2023: Első Challenger-bajnoki cím és ATP-győzelem
Első Challenger-bajnoki címét Francisco Comesaña legyőzésével nyerte a 2023-as Macedonian Openen. Szerencsés vesztesként nevezett a 2023-as Moselle Openen, és az első körben legyőzte a kilencedik helyen kiemelt Daniel Altmaiert, ezzel megszerezve első ATP-győzelmét.

###### 2024: Grand Slam debütálás
A 214. helyen végzett és így kvalifikálta magát a 2024-es Australian Openre.

## Családja
Bátyja, Valkusz Milán a Fonogram díjas VALMAR popduó tagja.